# さなとりょう
『さなとりょう』は、坂本龍馬の妻と許嫁を主人公にした谷治宇の時代小説。

## あらすじ
明治6年（1873年）秋の東京。幕府崩壊による武士人口の減少で、いまは通う門人もいない桶町の千葉道場に、かつてこの道場の塾頭を務め、道場主千葉定吉の息子重太郎の親友でもあった土佐藩士、坂本龍馬の妻だという女が現われる。「りょう」と名乗るその女に、道場の留守を任されていた定吉の娘「佐奈」は戸惑う。佐奈は十年前、その龍馬と結婚の約束を交わした間柄だったからだ。
　しかし重太郎を頼って上京してきたりょうを見放すこともできず、佐奈は新しい住まいを見つけるまでという条件で、彼女を桶町の自宅に居候させることにした。ところが翌日からりょうは一人で外出を始め、しかも彼女が出先で会った男はその直後に殺されるという事件が連続して発生。不審を感じた佐奈が問い詰めると、りょうは京都で差出人不明の手紙を受け取ったことを明かす。その手紙は維新直前、京都で起きた新選組の仕業とされる坂本龍馬暗殺事件に、真犯人が存在することを示唆する内容だった。
　すでに亡き龍馬を間に挟んで恋敵同然にいがみ合う佐奈とりょうは、元幕臣の大物、勝海舟や山岡鉄舟の協力を得て、共に龍馬殺害の真犯人を探るべく動き始める。北辰一刀流免許皆伝の女剣士佐奈と、大胆不敵な行動力を持つりょう。そんな二人の身辺に迫る謎の暗殺者の影と巨大な陰謀の匂い。彼女たちが命を賭けてたどり着く、事件の意外な真相とは。

## 登場人物
千葉さな
北辰一刀流道場主・千葉定吉の娘。叔父である千葉周作譲りの剣才で、「鬼小町」の異名で知られる剣の達人。龍馬が千葉一門の門下生だった頃に知り合い許嫁の仲にまでなるが、のちに龍馬が京都で別の女性と恋に落ち破談となる。隠居した父の定吉や北海道開拓の命を受けた兄・重太郎の代わりに一人で道場を守り続けていたところ、りょうが現れる。りょうとの出会いから、亡き龍馬への気持ちが再燃し龍馬暗殺の真相を追うこととなる。
おりょう（楢崎龍）
坂本龍馬の妻。一通の手紙を頼りに御一新後の東京にやってくる。いけずな物言いが鼻につくが、肝が据わっており男相手に啖呵を切る。性格が災いして、厚意で泊めてもらっていた吉井友実邸を追い出され、桶町道場をたびたび出入りし、さなのもとで面倒をみてもらう。口は悪いが龍馬暗殺の件では非常に強い復讐心を燃やしており、勝海舟から犯人の「名前がわかったら、おまえさんはそいつを殺すのかい？」と核心を突かれたとき、即答で「殺す」と認めるほど犯人を憎んでいる。いつでも龍馬暗殺の犯人を殺せるよう、脇にはいつも短銃を忍ばせており、短銃には二発の弾が仕込まれている。銃の腕前は龍馬よりも正確であり、一発で相手を仕留める自信と覚悟をもっている。
久蔵
もとは道場の改修工事に集められた大工だったが、その生真面目な仕事ぶりを定吉に気に入られ、以来折に触れて庭の手入れや雑用を任されている。千葉家への忠義から、さなとの約束を反故にした龍馬のことを嫌っていた。かつて奉行所で密偵をしていたことがあり、探りを入れては屯所や司法省の情報を仕入れて二人に伝えている。
田島与四郎
旧幕臣。病床の妻の薬代も出せず生計に行き詰まり、橋本慎八郎を誘って押借りをはたらく。さなと剣を交わすも全く歯が立たず、鎖骨を折られ敗走。武士としての自分の居場所がもうないと悟り、その晩、与四郎は妻とともに腹を切って自害する。
橋本慎八郎
旧幕臣。与四郎とは旧幕の頃からの朋輩で、誘いに断われず押借りを手伝った。半年前から日本橋の近くで人力車の車夫を生業としている。阿部十郎を誘い出すのに成功したが、りょうを尾けてきた兵藤数馬の急襲を受け、りょうをかばって命を落とす。
勝海舟
明治政府参議。旧幕臣。
山岡鉄太郎
明治天皇侍従。旧幕臣。
西郷隆盛
明治政府参議。旧薩摩藩士。
坂本龍馬
土佐脱藩浪士。幕末、京都で暗殺される。

## 書誌情報

### 単行本
- 『さなとりょう』 太田出版、2017年3月7日、344ページ。ISBN 978-4-7783-1559-7。